# Sinularia mauritiana
Sinularia mauritiana är en korallart som beskrevs av Vennam och Parulekar 1994. Sinularia mauritiana ingår i släktet Sinularia och familjen läderkoraller. Inga underarter finns listade i Catalogue of Life.